# Marasmo
Marasmo resulta de la ingesta alimenticia deficiente (un tipo de malnutrición por déficit) o desnutrición, provocada por una insuficiencia energética. Otros tipos de malnutrición por déficit son el kwashiorkor (déficit energético y proteico) y la caquexia. El momento de aparición del marasmo es dentro de los primeros 24 meses de vida. Su aparición se debe una pérdida calórica, causada cuando la madre deja de amamantar a su vástago.
Un niño con marasmo tiene una apariencia de delgadez extrema, su peso corporal puede reducirse hasta un 40% respecto de su peso normal para su altura. Además, su piel está seca y tanto la grasa como el músculo están reducidos considerablemente. Otra características presente en los niños con marasmo es que su cabello es fino y se desprende fácilmente del cuero cabelludo. 
La incidencia del marasmo se incrementa antes del primer año de vida mientras que la incidencia del kwashiorkor aumenta después de los 18 meses.
Es esencial tratar no solo los síntomas sino también las complicaciones de estos desórdenes tales como infecciones, deshidratación y trastornos del aparato circulatorio que frecuentemente son letales y provocan una alta mortalidad si son ignorados.
El marasmo debe ser tratado, preventivamente, y el objetivo es revertirlo progresivamente. Aunque el apoyo nutricional es necesario, la realimentación agresiva puede provocar severos desequilibrios metabólicos, como hipofosfatemia.
El tratamiento debe ser establecido poco a poco para lograr la readaptación de las funciones metabólicas e intestinales en los seres humanos.

## Diferencias entre marasmo y kwashiorkor
Entre el kwashiorkor y el marasmo se puede observar algunas diferencias entre las cuales podemos mencionar:
| Característica                | Kwashiorkor                   | Marasmo               |
| Insuficiente crecimiento      | Presente                      | Presente              |
| Edema                         | Presente (algunas veces leve) | Ausente               |
| Cambios en el cabello         | Común                         | Menos común           |
| Cambios mentales              | Muy común                     | Raros                 |
| Dermatosis                    | Común                         | No ocurre             |
| Apetito                       | Pobre                         | Bueno                 |
| Anemia                        | Grave (algunas veces)         | Presente, menos grave |
| Grasa subcutánea              | Reducida pero presente        | Ausente               |
| Rostro                        | Puede ser edematoso           | Macilento             |
| Infiltración grasa del hígado | Presente                      | Ausente               |